# Red Lions FC
El Red Lions Football Club és un club de Malawi de futbol de la ciutat de Zomba.

## Palmarès
- Copa malawiana de futbol:[2]

1987
- Copa Chibuku de Malawi:[2]

1984
- BAT Sportsman Trophy:[2]

1987
- BAT Life Kings Cup:[2]

2000